# قراختاییان کرمان
قراختاییان کرمان (سال‌های حکومت ۷۰۳–۶۱۹) یکی از سلسله‌های ملوک‌الطوایفی ایران با اصالت خیتانی بود که نزدیک به ۸۳ سال بر کرمان حکمرانی کرد. به مناسبت لقب مؤسس آن براق حاجب به آن سلسله قُتلُغ خانی نیز گفته می‌شود.
از آثار این دوره می توان گنبد سبز و باغ مشیز را نام برد.

## پیدایش
ایالت کرمان که از زمان آمدن غزها تا انحطاط خوارزمشاهیان، روی آسایش به خود ندیده بود (صرفی، ۱۳۹۰ :۱۲۳) با هجوم مغولان در مسیری جدید قرار گرفت. در این میان شخصی به نام براق حاجب که در آغاز از بزرگان 
دربار قراختایی بوده و سمت حاجبی گورخان را داشت،  توانست به عنوان ایلچی در دستگاه سلطان علاءالدین تکش و سپس سلطان محمد خوارزمشاه وارد شود . بعد از مرگ سلطان محمد، در حدود سال ۶۱۷ ق، براق توانست در سلک یاران غیاث‌الدین خوارزمشاه ـ پسر سلطان محمدخوارزمشاه ـ درآید؛ وی پس از مشاهده انحطاط خوارزمشاهیان، عرصه را برای بهره برداری از شرایط موجود، مناسب دید و سرانجام در درگیری با شجاع‌الدین ابوالقاسم زوزنی که از جانب غیاث‌الدین خوارزمشاه، والی کرمان بود توانست بر شجاع‌الدین، غالب شده و حکومتی به نام قراختاییان ـ که قتلغ خانیه هم خوانده میشود ـ ایجاد کند.  وی با اظهار اطاعت نسبت به خان مغول، زمینه حکومت خود و خاندانش را بر کرمان فراهم ساخت. چنانکه چند تن از افراد این خاندان توانستند بر تخت حکومت کرمان تکیه زده و فصلی جدید 
در تاریخ کرمان به وجود آورند.

## زمامداری

### قتلغ ترکان خاتون
در اولین اقدام، به احداث رباط ها 
روی آورد و املاکی بر آنها وقف نمود. در آن زمان رباط ها که نقش کاروانسرا داشتند، نقش مهمی در تسهیل ارتباطات تجاری ایفا می کردند . از جمله رباطهایی که ترکان خاتون ایجاد کرد، در فهرج باغین بود ــ این روستا در مسیر فارس قرار داشت ـــ وی تمامی درآمد این روستا را وقف این رباط کرد.
اما اقدام بعدی ترکان خاتون، برای راندن 
نکوداریان (طایفه‌ای از مغولان بودند که در نواحی افغانستان و جنوب شرقی خراسان ساکن بودند)، حصارسازی در برخی مناطق بود. او در سال ۶۷۸ق دستور داد تا در هر دِه و ناحیه‌ای حصاری استوار بسازند و فصیل ها 
بکشند و مقداری از هزینه آن را از دیوان خرج کردند و وجهی را از رعیت گرفتند؛ بـا این اقدامات، ترکان خاتون سبب رونق راههای تجاریی که از این مناطق عبور میکردند، شد؛ این راهها عبارت بودند از:
۱-راه‌های تجاری کرمان به خراسان 
۲-راه کرمان به سیستان
۳-راه کرمان به قهستان، نیمروز و زاولستان.
از دیگر اقداماتی که ترکان خاتون انجام داد 
و در رونق تجارت کرمان مؤثر بود، فتح 
سیرجان بود. این منطقه از قبل به تصرف شبانکاره درآمده بود و با وجود تلاش حکام قبلی قراختایی باز پس گیری ایـن منطقه میسر نشد؛ تا اینکه ترکان خاتون توانست آنجا را تصرف کند و این حرکت، علاوه بر اینکه برای وی پیروزی در امور سیاسی به شمار میرفت، به لحاظ اقتصادی هم موفقیتی برای ترکان بود زیرا سیرجان از مناطق درآمدزای کرمان بوده است. 

### جلال‌الدین سیورغاتمیش
در مورد اوضاع تجاری کرمان در زمان او اطلاع چندانی در دست نیست جز آنکه، او حاکم مکران را که در زمان او دست به نافرمانی می زد، به اطاعت واداشت. مکران یکی از 
مراکز بازرگانی مهم به شمار میرفت: مهم ترین درآمد مکران از نیشکر و نوعی شکر سفید، موسوم به پانیذ، بود کـه معرب آن فانیذ است و از آنجا به بلاد مجاور صادر میگردید، علاوه بر این منطقه سلطان جلال‌الدین در کار ملوک هرمز دخالت می کرد و حاکم آنجا تابع او بود.

### پادشاه خاتون
در قدم اول، پادشاه خاتون بعد از آنکه اوضاع سیاسی را ثبات بخشید، به مناطق اطراف تاخت و تاز کرده و بر وسعت حوزه حکومت خود افزود. او با درخواست از شاه ایلخانی گیخاتو خان ـــ همسر خود ـــ بر حکومت یزد و شبانکاره دست یافت، علاوه بر این دو منطقه، وی توانست دو ناحیه مهم کیش و بحرین را تصرف کند، این دو منطقه، علاوه بر اینکه از صادرکنندگان عمده مروارید به شمار می رفتند، به لحاظ کشاورزی نیز از مناطق پررونق و آباد بودند؛ علاوه بر این، پادشاه خاتون بر منطقه مهم و تجارتی هرمز، که از اوایل عهد مغول از دارالتجاره های معتبر دنیا و بزرگترین مرکز تجارت بین سواحل ایران و عربستان و هندوستان بود، نیز مسلط بود. 
کرمان در زمان او یکی از مراکز نشر چاو (پول کاغذی) بود.
از اقدامات دیگر پادشاه خاتون در زمینه تجارت، امور عام المنفعه او بود؛ چرا که وی به منظور حفظ و ایجاد امنیت راهها که رکن مهم اقتصادی به شمار می رفتند، وقفیاتی انجام داد. او دستور داد افرادی در مسیر کاروان ها قرار گیرند تا کاروانیان را بدرقه کنند و برای مواجب آنها امر کرد تا به هر یک از این مأمورین، سالیانه دو هزار من غله بدهند.

## سقوط
حاکم ایلخانی محمد خدابنده اولجایتو، پس از کوتاهی آخرین حاکم قراختائیان، قطب‌الدین شاه جهان سلطان، از پرداخت حقوق خود به خزانه مغول، به دودمان قراختائیان کرمان پایان داد. قطب‌الدین به شیراز گریخت و دخترش بعداً همسر امیر مبارزالدین بنیانگذار دودمان آل مظفر شد.

## فرمانرواها
| فرمانروا                                               | سال فرمانروایی |
| براق حاجب                                              | (۶۱۹-۶۳۲)      |
| قطب‌الدین محمد                                          | (۶۳۲)          |
| رکن الدین مبارک خواجه بن براق                          | (۶۳۳-۶۴۸)      |
| قطب‌الدین محمد                                          | (۶۴۸-۶۵۶)      |
| مظفرالدین حجّاج سلطان (به همراه مادرش قتلغ ترکان خاتون) | (۶۵۶-۶۶۶)      |
| قتلغ ترکان خاتون                                       | (۶۶۶-۶۸۱)      |
| جلال‌الدین سیورغاتمیش                                   | (۶۸۱-۶۹۱)      |
| پادشاه خاتون                                           | (۶۹۱-۶۹۴)      |
| کوردوجین خاتون                                         | (۶۹۴)          |
| مظفرالدین محمدشاه بن سلطان حجاج                        | (۶۹۴-۷۰۲)      |
| قطب‌الدین شاه جهان سلطان                                | (۷۰۲-۷۰۳)      |